# Thubten Zopa Rinpoché
Lama Zopa Rinpoché  ou Thubten Zopa Rinpoché (anglais : Thubten Zopa, tibétain : ཐུབ་བསྟན་བཟོ་པ་, Wylie : Thub-bstan Bzod-pa, né le 3 décembre 1946 et mort le 13 avril 2023 à Katmandou) est un lama de Thami, un village dans la région de Khumbu, région de l'Everest, au Népal.

## Biographie

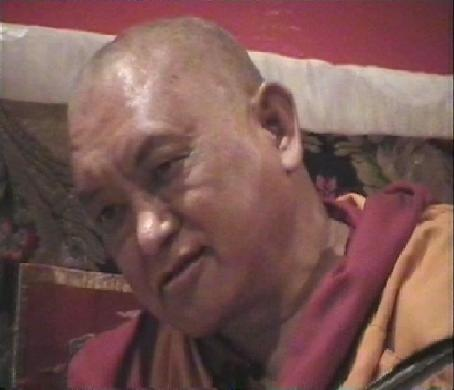
Thubten Zopa Rinpoché.

Tôt dans sa vie, Thubten Zopa a été reconnu comme la réincarnation du Lama de Lawudo, de la même région (d’où le titre « Rinpoché »). Il a pris ses vœux de moine au monastère de Doungkar au Tibet où il s'est rendu en 1957, mais qu'il a dû fuir en 1959 en raison des mauvais traitements infligés par l'armée chinoise aux moines à la suite de l'envahissement du Tibet par la Chine. Il séjourna à Buxa Duar avant de rejoindre l'école des jeunes lamas fondé par Freda Bedi. À défaut de pouvoir étudier au Tibet, son maître spirituel, Geshe Rabten, a confié sa formation au Lama Thubten Yeshe. Lama Zopa a eu de nombreux maîtres spirituels.
Lama Zopa est célèbre pour avoir cofondé, avec Lama Yeshe, le monastère de Kopan au Népal, l'Institut Lama Tsong Khapa en Italie et la Fondation pour la préservation de la tradition du Mahayana (FPMT). Depuis la  mort en 1984 de Lama Yeshe, Lama Zopa est le directeur spirituel de la FPMT, et donc de l’Institut Vajra Yogini où il se rendra en mai 2009.
Lama Zopa a rencontré le précédent Panchen Lama au Népal en 1986 et au Tibet. 
Les livres de Zopa sont publiés par Wisdom Publications. Des transcriptions gratuites de certains de ses enseignements sont disponibles à Lama Yeshe Wisdom Archive. Il y a une biographie complète de lui dans le livre Le Lama de Lawudo de Jamyang Wangmo. 
Lama Zopa soutient—apparemment conformément au dernier souhait de Lama Yeshe—le Projet Maitréya, qui vise à ériger une statue d’une hauteur de 152 m de Maitreya à  Kusinâgar, dans le nord de l'Inde. Si elle est construite, elle sera une des plus grandes statues de Bouddha dans le monde, de seulement un mètre plus petite que le Bouddha du Temple de la Source dans la province du Henan de la Chine.

## Ouvrages
- Comment être heureux, Éditions Vajra Yogini, 2009,  (ISBN 291158273X)
- Cher Lama Zopa : Des solutions radicales pour transformer les problèmes en bonheur, Éd. Vajra Yogini, 2007,  (ISBN 2911582667)
- La Guérison Ultime, Éd. Vajra Yogini, 2004,  (ISBN 2911582500)
- Transformer ses Problèmes, Éd. Vajra Yogini, 2000,  (ISBN 2911582098)
- Comment Développer l’Amour et la Compassion, Éd. Vajra Yogini, 1999,  (ISBN 2911582160)
- Comment transformer son Esprit, Éd. Vajra Yogini, 1999,  (ISBN 2911582179)
- Dompter son Esprit, Éd. Vajra Yogini, 1999,  (ISBN 2911582020)
- Nature de la Compassion, Éd. Vajra Yogini, 1999,  (ISBN 2911582292)
- Cette Précieuse Renaissance Humaine, Éd. Vajra Yogini, 1999,  (ISBN 2911582144)
- Donner un sens à la vie, Distribué gratuitement  (ISBN 2-911582-65-9)
- L'Energie de la Sagesse, avec Lama Yéshé, Éd. Vajra Yogini, 1999,  (ISBN 2911582012)
- Vertu et réalité : Méthode et sagesse dans la pratique du dharma, Distribué gratuitement, Éd. Vajra Yogini, 1999,  (ISBN 2911582438)
- Comment les choses existent Distribué gratuitement, Éd. Vajra Yogini, 1999,  (ISBN 2-911582-71-3)

### Vidéos
- L’institut Vajra Yogini, à Marzens, interview de Lama Zopa Rinpoché, 3 janvier 2010, Sagesses bouddhistes.
- Lama Zopa Rinpoche meditation on emptiness (Youtube)